# Liste der denkmalgeschützten Objekte in Mattersburg
Die Liste der denkmalgeschützten Objekte in Mattersburg enthält die 28 denkmalgeschützten, unbeweglichen Objekte der burgenländischen Stadtgemeinde Mattersburg.

## Denkmäler
| Foto |                 | Denkmal                                                                                         | Standort                                                 | Beschreibung | Metadaten |
| ---- | --------------- | ----------------------------------------------------------------------------------------------- | -------------------------------------------------------- | --- | --- |
| ja   | Datei hochladen | Jüdischer Friedhof HERIS-ID: 22237 Objekt-ID: 18567                                             | Bahnstraße 27, bei Standort KG: Mattersburg              | Der jüdische Friedhof nahe dem Stadtzentrum wurde in der Zeit des Nationalsozialismus des größten Teils seiner Grabsteine beraubt. Aus ihren Trümmern sowie Bruchstücken der Synagoge wurde am Friedhofsgelände ein Mahnmal geschaffen, und auf der brach liegenden Fläche wurden symbolische Grabsteine aufgestellt. Juden wurden in Mattersburg erstmals im Jahr 1529 erwähnt. Um 1770 lebten 179 jüdische Familien in der Stadt. | BDA-Hist.: Q23689774 Status: § 2a Stand der BDA-Liste: 2025-06-30 Name: Jüdischer Friedhof GstNr.: 50 Jewish cemetery in Mattersburg                                                                         |
| ja   | Datei hochladen | Ehem. Sauerbrunner Sparkasse HERIS-ID: 205476seit 2022                                          | Gustav Degen-Gasse 15 Standort KG: Mattersburg           | Das Sparkassengebäude im Stil des Brutalismus stammt aus dem Jahr 1972 von Herwig Udo Graf. | BDA-Hist.: Q112898781 Status: Bescheid Stand der BDA-Liste: 2025-06-30 Name: Ehem. Sauerbrunner Sparkasse GstNr.: 597/1                                                                                      |
| ja   | Datei hochladen | Pest-/Dreifaltigkeitssäule HERIS-ID: 22223 Objekt-ID: 18553seit 2012                            | gegenüber Hauptplatz 6 Standort KG: Mattersburg          | Die barocke Pestsäule (Inschrift 1714) mit einem Gnadenstuhl sowie Sockelfiguren der Gottesmutter und mehrerer Heiliger steht auf dem Hauptplatz. | BDA-Hist.: Q37867927 Status: Bescheid Stand der BDA-Liste: 2025-06-30 Name: Pest-/Dreifaltigkeitssäule GstNr.: 683/3                                                                                         |
| ja   | Datei hochladen | Frischherz- oder Krügelkreuz HERIS-ID: 22224 Objekt-ID: 18554                                   | gegenüber Hintergasse 78 Standort KG: Mattersburg        | Das Frischherzkreuz mit einem Gnadenstuhl auf der Säule trägt eine Stiftungsinschrift aus dem Jahr 1711. | BDA-Hist.: Q37867941 Status: § 2a Stand der BDA-Liste: 2025-06-30 Name: Frischherz- oder Krügelkreuz GstNr.: 380/1                                                                                           |
| ja   | Datei hochladen | Bergerkapelle, Johann Nepomuk Berger Kapelle HERIS-ID: 22672 Objekt-ID: 19007seit 2013          | Johann Nepomuk Berger-Straße 22 Standort KG: Mattersburg | Die Gruftkapelle des Generalfeldzeugmeisters Johann Nepomuk Berger wurde 1853 erbaut und steht beim neuen Friedhof. | BDA-Hist.: Q37871514 Status: Bescheid Stand der BDA-Liste: 2025-06-30 Name: Bergerkapelle, Johann Nepomuk Berger Kapelle GstNr.: 1                                                                           |
| ja   | Datei hochladen | Bildstock, Märzenkreuz HERIS-ID: 22234 Objekt-ID: 18564                                         | am Ende der Angergasse Standort KG: Mattersburg          | Das Märzenkreuz stammt aus dem 19. Jahrhundert. | BDA-Hist.: Q37868068 Status: § 2a Stand der BDA-Liste: 2025-06-30 Name: Bildstock, Märzenkreuz GstNr.: 331/1                                                                                                 |
| ja   | Datei hochladen | Kath. Pfarrkirche hl. Martin HERIS-ID: 22652 Objekt-ID: 18986                                   | Kirchengasse 6 Standort KG: Mattersburg                  | Die Pfarrkirche steht auf einem Hügel südlich der Stadt im alten Friedhof mit Wehrmauer. Sie wurde im 14. und 15. Jahrhundert vermutlich unter Verwendung älteren Mauerwerks erbaut. Im Zug einer Renovierung im Jahr 1659 wurde der Turm erbaut, im 18. Jahrhundert die zwei Seitenschiffe angefügt. An das dreischiffige Langhaus schließt im Osten der im Kern spätgotische eingezogene Chor an; im nördlichen Chorwinkel steht der viergeschoßige Turm. Die bemerkenswerte Kanzel stammt aus der Zeit um 1700, der neogotische Hochaltar aus der Zeit um 1870. | BDA-Hist.: Q27259300 Status: Bescheid Stand der BDA-Liste: 2025-06-30 Name: Kath. Pfarrkirche hl. Martin GstNr.: 35 Pfarrkirche hl. Martin (Mattersburg)                                                     |
| ja   | Datei hochladen | Kirchhof HERIS-ID: 22653 Objekt-ID: 18987                                                       | bei Kirchengasse 6 Standort KG: Mattersburg              | | BDA-Hist.: Q37871416 Status: § 2a Stand der BDA-Liste: 2025-06-30 Name: Kirchhof GstNr.: 35 Pfarrkirche hl. Martin (Mattersburg)                                                                             |
| ja   | Datei hochladen | Kirchenstiege HERIS-ID: 22654 Objekt-ID: 18988                                                  | bei Kirchengasse 6 Standort KG: Mattersburg              | | BDA-Hist.: Q37871439 Status: § 2a Stand der BDA-Liste: 2025-06-30 Name: Kirchenstiege GstNr.: 40 Pfarrkirche hl. Martin (Mattersburg)                                                                        |
| ja   | Datei hochladen | Figurenbildstock Madonna HERIS-ID: 22655 Objekt-ID: 18989                                       | Kirchengasse 6 Standort KG: Mattersburg                  | Die Mariensäule vor der Pfarrkirche stammt aus der 2. Hälfte des 17. Jahrhunderts. | BDA-Hist.: Q37871450 Status: § 2a Stand der BDA-Liste: 2025-06-30 Name: Figurenbildstock Madonna GstNr.: 35                                                                                                  |
| ja   | Datei hochladen | Figurenbildstock hl. Anna Selbdritt HERIS-ID: 22656 Objekt-ID: 18990                            | bei Kirchengasse 6 Standort KG: Mattersburg              | Die Säule mit einer Figurengruppe der hl. Anna Selbdritt vom Ende des 17. Jahrhunderts steht vor der Pfarrkirche. | BDA-Hist.: Q37871465 Status: § 2a Stand der BDA-Liste: 2025-06-30 Name: Figurenbildstock hl. Anna Selbdritt GstNr.: 35                                                                                       |
| ja   | Datei hochladen | Pest-/Dreifaltigkeitssäule HERIS-ID: 22657 Objekt-ID: 18991                                     | bei Kirchengasse 6 Standort KG: Mattersburg              | | BDA-Hist.: Q37871491 Status: § 2a Stand der BDA-Liste: 2025-06-30 Name: Pest-/Dreifaltigkeitssäule GstNr.: 36/1 Pestsäule Mattersburg                                                                        |
| ja   | Datei hochladen | Postgebäude HERIS-ID: 29045 Objekt-ID: 25668seit 2016                                           | Martinsplatz 7 Standort KG: Mattersburg                  | Das Postgebäude wurde 1931 erbaut, verantwortlich war die Hochbauabteilung des BM für Handel und Verkehr. | BDA-Hist.: Q37923261 Status: Bescheid Stand der BDA-Liste: 2025-06-30 Name: Postgebäude GstNr.: 541/2 |
| BW   | Datei hochladen | Haus Seedoch HERIS-ID: 113148seit 2025                                                          | Michael Koch-Straße 7 Standort KG: Mattersburg           | Das Haus wurde nach 1930 von Rudolf Hutter und Julius Kappel erbaut und ist ein frühes Beipiel einer modernen und eigenständigen burgenländischen Architektur. | BDA-Hist.: Q135167790 Status: Bescheid Stand der BDA-Liste: 2025-06-30 Name: Haus Seedoch GstNr.: 280 |
| ja   | Datei hochladen | Lichtsäule, Halterkreuz HERIS-ID: 22221 Objekt-ID: 18551seit 2012                               | nahe Schubertstraße 17 Standort KG: Mattersburg          | Die gotische Lichtsäule steht heute im Stadtpark und ist mit 1446 bezeichnet. Ende des 19. Jahrhunderts wurde sie restauriert und teilweise erneuert. | BDA-Hist.: Q37867915 Status: Bescheid Stand der BDA-Liste: 2025-06-30 Name: Lichtsäule, Halterkreuz GstNr.: 522/7                                                                                            |
| ja   | Datei hochladen | Kriegerkapelle HERIS-ID: 22673 Objekt-ID: 19008                                                 | Schubertstraße 17 Standort KG: Mattersburg               | Die Kriegerkapelle wurde erbaut, um der Gefallenen aus dem Ersten und Zweiten Weltkrieg zu gedenken. Errichtet wurde sie im Jahr 1925. Im Zuge des Zweiten Weltkrieges kam es zu schweren Schäden an der Kapelle. Drei Jahre nach Ende des Zweiten Weltkrieges, 1948, wurde die Kapelle erstmals renoviert. Am 22. Oktober 2018 wurde die Renovierung abgeschlossen. | BDA-Hist.: Q37871536 Status: § 2a Stand der BDA-Liste: 2025-06-30 Name: Kriegerkapelle GstNr.: 522/4 Kriegerkapelle (Mattersburg)                                                                            |
| ja   | Datei hochladen | Mattersburg - Anlage Landhaus mit Gartenhäuschen HERIS-ID: 245058seit 2023                      | Siedlungsgasse 1 Standort KG: Mattersburg                | | BDA-Hist.: Q119231271 Status: Bescheid Stand der BDA-Liste: 2025-06-30 Name: Mattersburg - Anlage Landhaus mit Gartenhäuschen GstNr.: 303/6, 303/91                                                          |
| ja   | Datei hochladen | Kulturzentrum Mattersburg HERIS-ID: 47231 Objekt-ID: 49955seit 2017                             | Wulkalände 2 Standort KG: Mattersburg                    | Das 1976 von Herwig Graf erbaute Kulturzentrum Mattersburg ist eines der herausragenden Bauwerke im Baustil des Brutalismus in Österreich. Es konnte aber nur teilweise unter Schutz gestellt werden, der Abriss für die nicht vom Denkmalschutz betroffenen Teile erfolgte ab Juli 2019. Die geschützten Teile sind die Außenerscheinung des Nordtrakts inklusive Brunnen an der Südseite und der Steinblock mit Inschrift | BDA-Hist.: Q113655179 Status: Bescheid Stand der BDA-Liste: 2025-06-30 Name: Kulturzentrum Mattersburg GstNr.: 914/3, 914/2, 914/4 Kulturzentrum Mattersburg - Nordwesttrakt                                 |
| ja   | Datei hochladen | Bildstock, Poschkreuz HERIS-ID: 22227 Objekt-ID: 18557                                          | Standort KG: Mattersburg                                 | Das Poschkreuz ist mit 1713 bezeichnet und wurde später neugotisch verändert. | BDA-Hist.: Q37867961 Status: § 2a Stand der BDA-Liste: 2025-06-30 Name: Bildstock, Poschkreuz GstNr.: 331/1                                                                                                  |
| ja   | Datei hochladen | Friedhofskapelle HERIS-ID: 22229 Objekt-ID: 18559                                               | Standort KG: Mattersburg                                 | | BDA-Hist.: Q37867985 Status: § 2a Stand der BDA-Liste: 2025-06-30 Name: Friedhofskapelle GstNr.: 4 |
| ja   | Datei hochladen | Rinnsalkapelle HERIS-ID: 22230 Objekt-ID: 18560                                                 | Standort KG: Mattersburg                                 | Die Rinnsalkapelle südlich der Stadt steht an einem seit dem 17. Jahrhundert urkundlich erwähnten Wallfahrtsort südlich der Stadt. Der Altar des kleinen spätbarocken Baus enthält ein Gnadenbild der Gottesmutter aus der Zeit um 1770. | BDA-Hist.: Q37868021 Status: § 2a Stand der BDA-Liste: 2025-06-30 Name: Rinnsalkapelle GstNr.: 903 |
| ja   | Datei hochladen | Bildstock, Tillkreuz HERIS-ID: 22232 Objekt-ID: 18562                                           | Standort KG: Mattersburg                                 | Das Tillkreuz mit Reliefs der Immaculata sowie mehrerer Heiliger ist mit 1853 bezeichnet. Es steht westlich außerhalb der Stadt. | BDA-Hist.: Q37868032 Status: § 2a Stand der BDA-Liste: 2025-06-30 Name: Bildstock, Tillkreuz GstNr.: 4915/2                                                                                                  |
| ja   | Datei hochladen | Bildstock, Stücklkreuz HERIS-ID: 22233 Objekt-ID: 18563                                         | Standort KG: Mattersburg                                 | Das Stücklkreuz mit einer Inschrift aus dem Jahr 1712 steht südwestlich außerhalb der Stadt. | BDA-Hist.: Q37868045 Status: § 2a Stand der BDA-Liste: 2025-06-30 Name: Bildstock, Stücklkreuz GstNr.: 5601/5                                                                                                |
| ja   | Datei hochladen | Bildstock, Josefskreuz HERIS-ID: 29044 Objekt-ID: 25666                                         | Standort KG: Mattersburg                                 | Das Fischer- oder Stegkreuz, auch Josefskreuz, steht am Zusammenfluss von Wulka und Gaisgrabenbach. Auf einer glatten Granitsäule auf einem quadratischen Podest steht eine Figur des hl. Joseph mit Lilie und Jesuskind am Arm. Sie trägt die Inschrift „Paul Gerstl (Hofglasermeister) 1682“. Laut Inschrift wurde die Säule 1899 von Johann und Emilie Fischer restauriert. | BDA-Hist.: Q37923249 Status: § 2a Stand der BDA-Liste: 2025-06-30 Name: Bildstock, Josefskreuz GstNr.: 1691 Stegkreuz, Mattersburg                                                                           |
| ja   | Datei hochladen | Eisenbahnviadukt – Talviadukt d. Bahnlinie Wr. Neustadt-Sopron HERIS-ID: 22228 Objekt-ID: 18558 | Standort KG: Mattersburg                                 | Der Viadukt ist ein Teil der 1847 eröffneten Bahnstrecke Wiener Neustadt–Sopron, die Planung erfolgte durch Matthias Schönerer. | BDA-Hist.: Q37867972 Status: Bescheid Stand der BDA-Liste: 2025-06-30 Name: Eisenbahnviadukt – Talviadukt d. Bahnlinie Wr. Neustadt-Sopron GstNr.: 932/1, 933, 934, 935, 936, 937, 938/2 Viadukt Mattersburg |
| ja   | Datei hochladen | Mariensäule HERIS-ID: 22246 Objekt-ID: 18577seit 2012                                           | vor Walbersdorf Hauptstraße 87 Standort KG: Walbersdorf  | Die Mariensäule stammt aus dem 18. Jahrhundert. Bei ihrer Bezeichnung ist die Jahreszahl nicht komplett lesbar. | BDA-Hist.: Q37868120 Status: Bescheid Stand der BDA-Liste: 2025-06-30 Name: Mariensäule GstNr.: 239/5 Mariensäule Walbersdorf                                                                                |
| ja   | Datei hochladen | Kath. Pfarrkirche hl. Leonhard HERIS-ID: 22240 Objekt-ID: 18571                                 | Walbersdorf Hauptstraße 36a Standort KG: Walbersdorf     | Die katholische Pfarrkirche in der Ortsmitte ist ein spätbarocker Zentralbau mit einem Westturm und wurde von 1794 bis 1798 errichtet. Die Inneneinrichtung stammt durchwegs aus der 2. Hälfte des 18. Jahrhunderts und wurde von Fürst Nikolaus II. Esterházy gestiftet. | BDA-Hist.: Q25342057 Status: § 2a Stand der BDA-Liste: 2025-06-30 Name: Kath. Pfarrkirche hl. Leonhard GstNr.: 113 Pfarrkirche hl. Leonhard, Walbersdorf                                                     |
| ja   | Datei hochladen | Evang. Glockenturm HERIS-ID: 22241 Objekt-ID: 18572                                             | Standort KG: Walbersdorf                                 | Der dreigeschoßige Turm wurde 1800 erbaut und 1972 restauriert. | BDA-Hist.: Q37868096 Status: § 2a Stand der BDA-Liste: 2025-06-30 Name: Evang. Glockenturm GstNr.: 81 |
| ja   | Datei hochladen | Pest-/Dreifaltigkeitssäule HERIS-ID: 22245 Objekt-ID: 18576                                     | Walbersdorf Berggasse 18, bei Standort KG: Walbersdorf   | Die Dreifaltigkeitssäule trägt eine Inschrift des Jahres 1784. Ihr Gnadenstuhl zeigt noch Reste einer Vergoldung. | BDA-Hist.: Q37868109 Status: § 2a Stand der BDA-Liste: 2025-06-30 Name: Pest-/Dreifaltigkeitssäule GstNr.: 1400                                                                                              |